# Procoptodon
Procoptodon – wymarły rodzaj ssaka niższego z podrodziny Sthenurinae w obrębie rodziny kangurowatych (Macropodidae), zamieszkujący w plejstocenie prawie całą Australię.

## Charakterystyka
Był to duży ssak roślinożerny, znacznie większy od największych żyjących dziś torbaczy. Największy gatunek w obrębie rodzaju, Procoptodon goliah, osiągał 2,7 m wysokości, a ważył do 240 kg i był największym znanym kangurem wszech czasów. Poza rozmiarami, od współczesnych kangurów różnił się silnie skróconym pyskiem i dłuższymi kończynami przednimi.

## Etymologia
- Procoptodon: gr. προ pro „blisko, w pobliżu”; κοπτω koptō „walić, tłuc, uderzać”; οδους odous, οδοντος odontos „ząb”[9].
- Pachysiagon: gr. παχυς pakhus „wielki, gruby”; σιαγων siagōn, σιαγονος siagonos „żuchwa”[10]. Gatunek typowy: Pachysiagon otuel R. Owen, 1874.
- Halmaturotherium (Halmatutherium): gr. ἁλμα halma, ἁλματος halmatos „skok, sus”, od ἁλλομαι hallomai „skakać”; ουρα oura „ogon”[11]; θηριον thērion „dzike zwierzę”, od θηρ thēr, θηρος thēros „zwierzę”[12]. Gatunek typowy: nie podano[13].

## Podział systematyczny
Do rodzaju należały następujące  gatunki:
- Procoptodon brownei (Merrilees, 1968)
- Procoptodon gilli (Merrilees, 1965)
- Procoptodon goliah (R. Owen, 1846)
- Procoptodon mccoyi (Turnbull, Lundelius & Tedford, 1992)
- Procoptodon oreas (De Vis, 1895)
- Procoptodon pusio R. Owen, 1874
- Procoptodon rapha R. Owen, 1874
- Procoptodon williamsi Prideaux, 2004